# 杜村玉皇庙
杜村玉皇庙是一座古建筑，建于明清时期，位于山西省晋中市平遥县中都乡杜村的北门顶上，庙院开阔，占地3000平方米，两层建筑。围墙有垛口。门窗木雕精细。
清康熙五十四年（1715）、光绪十八年（1892年），玉皇庙曾重修，费用系募集自在北京、汉口等各地经营商号的银两。
1982年10月10日，杜村玉皇庙公布为平遥县文物保护单位。2018年进行修缮。2021年8月4日，杜村玉皇庙公布为第六批山西省文物保护单位。